# 住房、社区和地方政府部
房屋社區及地方政府部（英語：Ministry of Housing, Communities and Local Government，簡稱）是一個英國內閣部門，負責制定英格蘭的房屋、社區、地方政府、規劃、地政及基建發展政策。
2006年5月5日，此部由英國副首相辦公室改組而来，並於2024年7月8日改為現今的名稱。蘇格蘭政府、威爾斯政府和北愛爾蘭行政委員會都有相應的行政部門，負責各個構成國的房屋、社區和地方政府事務。
該部門由房屋社區及地方政府大臣領導，並由兩名國務大臣、四名政務次官及多名高級公務員支援。現任大臣為韋雅蘭。

## 歷史
本部的前身最早可以追溯到1871年设立的地方政府委员会（英語：Local Government Board）， 其职责为监督有关公共卫生、减少贫困和地方政府事务。由一位主席负总责，一位政務次官及一位常務次官协助主席工作。委员包括樞密院議長、四位国务秘书、掌璽大臣和財政大臣，委员皆不支薪俸。该委员会工作由受薪官员实际承担。
1951年1月，地方政府委员会改组为地方政府和规划部（英語：Ministry of Local Government and Planning），并接管了二战中成立的城乡规划部的职能。1951年10月保守党上台后该部改称房屋及地方政府部（英語：Ministry of Housing and Local Government）。 1970年该部被并入新成立的环境部。
1997年工党上台後，环境部再次与运输部合并，而新部门称为环境、运输和区域事务部（英語：Department of the Environment, Transport and the Regions，简称DETR），由副首相约翰·普雷斯科特兼领该部。但由於该部被认为过于庞大臃肿，该部於2001年被改组为运输、地方政府和区域事务部（英語：Department for Transport, Local Government and the Regions，简称DTLR）。作为补偿，副首相获得了自己的设立于内阁办公厅的办公室，是为副首相办公室（英語：Office of the Deputy Prime Minister，简称ODPM）。2002年5月，副首相办公室从内阁办公厅独立出来，并吸纳了仅存在了一年的交通、地方政府和区域事务部所管的地方政府和区域相关政务。 在2006年5月5日，時任首相貝理雅改组政府，副首相办公室被改组为社区和地方政府部（英語：Department for Communities and Local Government，简称DCLG）。
2018年，時任首相文翠珊将该部改名为房屋社區及地方政府部。在2021年9月，時任首相約翰遜改組內閣後将该部改名为地方發展房屋及社區部（简称），並賦予該部推行保守黨的地方發展政策。
2024年7月8日，工黨重新上台後，副首相兼時任地方發展、房屋及社區大臣韋雅蘭宣布將該部的名稱改回房屋社區及地方政府部，並表示「地方發展」只是政治口號，強調新任工黨政府將加強地方政府的權力下放及長期撥款安排。

## 大臣團隊
| 職位                         | 大臣                                   |
| ---------------------------- | -------------------------------------- |
| 房屋社區及地方政府大臣       | 韋雅蘭 議員閣下                        |
| 房屋社區及地方政府部國務大臣 | 吉姆·麥克馬洪 議員，OBE                |
| 房屋社區及地方政府部國務大臣 | 馬修·佩尼庫克 議員                     |
| 房屋社區及地方政府部政務次官 | Alex Norris 議員                       |
| 房屋社區及地方政府部政務次官 | Rushanara Ali 議員                     |
| 房屋社區及地方政府部政務次官 | Baroness Taylor of Stevenage 閣下      |
| 房屋社區及地方政府部政務次官 | Wajid Khan, Baron Khan of Burnley 閣下 |